# Ракик, Алекса
Алекса Ракик (англ. Aleksa Rakic; род. 14 сентября 2004, Нью-Уэстминстер, Британская Колумбия) — канадский фигурист, выступающий в одиночном катании. Серебряный призёр чемпионата Канады по фигурному катанию 2024 года.

## Биография
Ракик родился 14 сентября 2004 года в Нью-Вестминстере, в Британской Колумбии, в Канаде. Помимо фигурного катания, Алекса также увлекается чтением, ездой на велосипеде, рисованием и прослушиванием музыки.
Фигурным катанием начал заниматься в 2013 году. Его первым тренером по фигурному катанию была Джози Лиуорти, затем наставником стала Джоанн Маклеод.

### 2018—2019
Дебютировав на юниорском международном этапе Гран-при ISU в сезоне 2018/19 годов, Ракик финишировал восьмым на JGP Словакии и шестым на JGP Чехии. В январе Алекса выиграл титул чемпиона Канады среди юниоров.

### 2019—2020
Выступая на юниорском этапе Гран-при во второй раз, Ракик завоевал серебряную медаль на французском этапе и медаль на этапе в Хорватии. В 2020 году он был представлял Канаду на зимних юношеских Олимпийских играх в Лозанне. Финишировал четвертым в мужском одиночном разряде.

### 2020—2021
Из-за пандемии COVID-19 серия юниорских Гран-при ISU 2020/21 годов и чемпионат Канады 2021 года были отменены. Ракик не выступал на протяжении всего сезона.

### 2021—2022
Единственным крупным соревнованием Алекса в сезоне стал чемпионат Канады 2022 года, на котором финишировал восьмым.

### 2022—2023
Вернувшись в юниорскую серию Гран-при, Ракик финишировал седьмым на этапе в Чехии и пятым на этапе в Италии. В январе 2023 года Ракик выступил на чемпионате Канады, где стал двенадцатым. Принял участие в чемпионате мира среди юниоров 2023 года, который проходил в Калгари и финишировал тринадцатым.

### 2023—2024
Ракик начал сезон с завоевания серебряной медали на международном турнире Cranberry Cup 2023. Затем принял участие в серии ISU Challenger 2023/24 годов, заняв пятое место на турнире CS Nebelhorn Trophy 2023. Принимал участие в Skate Canada International в 2023 году где занял двенадцатое место.
В январе Ракик принял участие в чемпионате Канады 2024 года, где завоевал серебряную медаль, уступив Уэсли Чиу. С этим результатом был выбран представлять Канаду на чемпионате мира среди юниоров 2024 года в Тайбэе, где финишировал восьмым.

### 2024—2025
Канадец начал свой сезон на турнире CS 2024 Denis Ten Memorial Challenge, где занял восьмое место.

## Результаты
CS: Challenger Series
| Соревнования                      | 21/22         | 22/23         | 23/24         | 24/25         |               |
| Международные                     | Международные | Международные | Международные | Международные | Международные |
| --------------------------------- | ------------- | ------------- | ------------- | ------------- | ------------- |
| Чемпионат четырёх континентов     |               |               |               | 16            |               |
| Гран-при Канады                   |               |               | 12            | 7             |               |
| CS Мемориал Дениса Тена           |               |               |               | 8             |               |
| CS Nebelhorn Trophy               |               |               | 5             |               |               |
| Cranberry Cup International       |               |               | 4             |               |               |
| Philadelphia Summer Championships |               |               |               | 5             |               |
| Национальные                      |               |               |               |               |               |
| Чемпионат Канады                  | 8             | 12            | 2             | WD            |               |
| Skate Canada Challenge            | 2             | 6             | 2             | 1             |               |

- WD — Спортсмен снялся с соревнований.